# Costa de Oro

Mapa de Canelones amb la Costa de Oro en vermell.

La Costa de Oro és un conjunt de balnearis del sud de l'Uruguai, els quals s'estenen des de la Ciudad de la Costa, a l'oest, fins al departament de Maldonado, a l'extrem oriental.

## Informació general
Aquesta agrupació de balnearis i localitats costaneres pertany al departament de Canelones i, fins a l'any 1994, quan es va crear per decret la Ciudad de la Costa, també estava formada pels balnearis que avui formen part d'aquesta jove ciutat.
La Costa de Oro («Costa d'Or») ocupa la major part del sud de Canelones, sobretot la meitat sud-est. Les seves platges i llocs turístics són banyats pel Riu de la Plata.

## Balnearis
La Costa de Oro està formada pels següents balnearis:
- Neptunia
- Pinamar-Pinepark
- Salinas
- Marindia
- Fortín de Santa Rosa
- Villa Argentina
- Atlántida
- Las Toscas
- Parque del Plata
- Las Vegas
- La Floresta
- Costa Azul
- Bello Horizonte
- Guazuvirá Nuevo
- Guazú-Virá
- San Luis
- Los Titanes
- La Tuna
- Araminda
- Santa Lucía del Este
- Biarritz
- Cuchilla Alta
- El Galeón
- Santa Ana
- Balneario Argentino
- Jaureguiberry